# Maurice Lelong
Pour les articles homonymes, voir Lelong.
Maurice-Hyacinthe Lelong (1900-1981), prêtre et religieux dominicain, est connu pour ses prédications radiophoniques, publiées par l'éditeur Robert Morel dans sa  collection « Célébrations ». Connaisseur de l'Afrique et de l'Asie, il est l'auteur de plusieurs ouvrages dont certains portent sur l'Extrême-Orient. Il a également écrit la présentation de deux livres d'Antonin-Dalmace Sertillanges o.p. : De la mort (1963) et Pensées inédites (1964, illustrations d'Alfred Manessier).
Il fut un grand ami de Bernard Clavel avec lequel il a mené plusieurs combats pour la paix et la liberté.
Ami également de François Beaurieux, le père Maurice Lelong de l’ordre des Prêcheurs (O. P. — Ordo Prædicatorum), a rédigé quelques livres et homélies dans le jardin de Villecresnes (Val-de-Marne).

## Œuvres
- Pour la révélation de Jacques Rivière (1928)
- Les bons anges, illustré par Albert Édouard Puyplat (1933)
- L'Évangile de Lisieux, Librairie St-Paul (1934)
- La Messe vivante, Éditions Alsatia (1934)
- Les Dominicaines des prisons, impr. Casterman (1936)

- Prix Montyon de l’Académie française en 1938
- Jésus et son pays, Impr. Alsatia (1936)
- La Maison des enfants perdus : ou 26 petites filles abandonnées qui ont retrouvé une maman, impr. Alsatia (1938)
- C'est la vie, impr. Alsatia (1938)
- Le Sahara aux Cent Visages, Alsatia (1938)

- Prix Verrière de l’Académie française en 1939
- Et toi, que penses-tu du Christ ?, impr. Alsatia (1939)
- Le Sahara aux Cent Visages, Alsatia (1941)
- L'Afrique noire sans les blancs, Baconnier (1946)
- Plaidoyer pour la liberté, Éditions Alsatia (1946)
- Spiritualité du Japon, R. Julliard (1961)
- Célébration du fromage, Robert Morel (1961)
- Célébration de l'âne, Robert Morel (1961)
- Célébration du miel, Robert Morel (1962)
- Célébration de l’œuf, Robert Morel (1962)
- Célébration du pain, Robert Morel (1963)
- Célébration du vin, Robert Morel (1963)
- Célébration de l'andouille, Robert Morel (1964)
- Il est dangereux de se pencher au-dehors, relation d'un voyage par le Transsibérien de Paris à Pékin, Robert Laffont (1965)
- Alice, Gallimard (1965)
- Célébration du fumier, Robert Morel (1966)
- Bien croire, Robert Morel (1967)
- Histoire de fous, Robert Morel (1967)
- Les jurons et les gros mots, Robert Morel (1967)
- Le ciel est à fleur de terre (1967)
- Nippon, Robert Morel (1968)
- Sermons inutiles (1969)
- Mentir (1969)
- Lexicon de l'Église nouvelle (Préface), Robert Morel, 1971
- Derniers Sermons inutiles, Mame (1972)
- Le Livre blanc et noir de la communion solennelle (1972)
- Puisqu'il fait encore jour, Robert Morel (1974)
- La Corée intime, la Table ronde (avec Kim En Joong) (1978)